# Ровное (Черноморский район)
Ро́вное (до 1948 года Тувака́; укр. Рівне, крымскотат. Tuvaqa, Тувакъа) — исчезнувшее село в Черноморском районе Республики Крым, располагавшееся на северо-востоке района, в степной части Крыма, примерно в полукилометре к северо-западу от современного села Владимировка.

### Динамика численности населения
| - 1806 год — 57 чел. - 1864 год — 29 чел. - 1889 год — 106 чел. - 1892 год — 124 чел. | - 1900 год — 139 чел. - 1915 год — 123/17 чел. - 1926 год — 106 чел. |

## История
Первое документальное упоминание села встречается в Камеральном Описании Крыма… 1784 года, судя по которому, в последний период Крымского ханства Тавака входила в Мангытский кадылык Козловскаго каймаканства. После присоединения Крыма к России (8) 19 апреля 1783 года, (8) 19 февраля 1784 года, именным указом Екатерины II сенату, на территории бывшего Крымского ханства была образована Таврическая область и деревня была приписана к Евпаторийскому уезду. С началом Русско-турецкой войной 1787—1791 годов, весной 1788 года производилось выселение крымских татар из прибрежных селений во внутренние районы полуострова, в том числе и из Туваки. В конце войны, 14 августа 1791 года всем было разрешено вернуться на место прежнего жительства. После павловских реформ, с 1796 по 1802 год входила в Акмечетский уезд Новороссийской губернии. По новому административному делению, после создания 8 (20) октября 1802 года Таврической губернии, Тувака был включён в состав Яшпетской волости Евпаторийского уезда.
По Ведомости о волостях и селениях, в Евпаторийском уезде… от 19 апреля 1806 года, в деревне Пувака числилось 7 дворов, 55 крымских татар и 2 ясыра. На военно-топографической карте генерал-майора Мухина 1817 года деревня Туака обозначена с 11 дворами. После реформы волостного деления 1829 года Тувака, согласно «Ведомости о казённых волостях Таврической губернии 1829 года», осталась в составе Яшпекской волости. На карте 1836 года в деревне 6 дворов, а на карте 1842 года Тувака обозначена условным знаком «малая деревня» (это означает, что в ней насчитывалось менее 5 дворов).
В 1860-х годах, после земской реформы Александра II, деревню приписали к Курман-Аджинской волости. Согласно «Памятной книжке Таврической губернии за 1867 год», деревня Тувака была покинута жителями в 1860—1864 годах, в результате эмиграции крымских татар, особенно массовой после Крымской войны 1853—1856 годов, в Турцию, но затем вновь заселена татарами. В «Списке населённых мест Таврической губернии по сведениям 1864 года», составленном по результатам VIII ревизии 1864 года, Тувака — владельческая татарская деревня, с 6 дворами, 29 жителями и мечетью при колодцах. По обследованиям профессора А. Н. Козловского 1867 года, вода в колодцах деревни была солоноватая, а их глубина колебалась от 1 до 5 саженей (от 2 до 10 м). На трёхверстовой карте Шуберта 1865—1876 годов в деревне Тувака показаны те же 6 дворов. По «Памятной книге Таврической губернии 1889 года», включившей результаты Х ревизии 1887 года, в деревне Туяка числилось 19 дворов и 106 жителей. Согласно «…Памятной книжке Таврической губернии на 1892 год», в деревне Тувака, входившей в Отузский участок, было 124 жителя в 22 домохозяйствах.
Земская реформа 1890-х годов в Евпаторийском уезде прошла после 1892 года; в результате Туваку приписали к Агайской волости. По «…Памятной книжке Таврической губернии на 1900 год» в деревне числилось 139 жителей в 29 дворах. По Статистическому справочнику Таврической губернии. Ч.II-я. Статистический очерк, выпуск пятый Евпаторийский уезд, 1915 год, в деревне Тувака Агайской волости Евпаторийского уезда числилось 20 дворов с татарским населением (3 двора с землёй, 17 — безземельные) в количестве 123 человек приписных жителей и 17 — «посторонних», из которых 71 мужчина и 69 женщин. Жители владели 90 десятинами удобной земли. В хозяйствах имелось 90 лошадей, 16 волов, 11 коров и 600 голов мелкого скота.
После установления в Крыму Советской власти, по постановлению Крымревкома от 8 января 1921 года № 206 «Об изменении административных границ» была упразднена волостная система и образован Евпаторийский уезд, в котором создан Ак-Мечетский район и село вошло в его состав, а в 1922 году уезды получили название округов. 11 октября 1923 года, согласно постановлению ВЦИК, в административное деление Крымской АССР были внесены изменения, в результате которых округа были отменены, Ак-Мечетский район упразднён и село вошло в состав Евпаторийского района. Согласно Списку населённых пунктов Крымской АССР по Всесоюзной переписи 17 декабря 1926 года, в селе Тувака, Киргиз-Казацкого сельсовета Евпаторийского района, числилось 20 дворов, все крестьянские, население составляло 106 человек, все татары, действовала татарская школа. По постановлению КрымЦИКа от 30 октября 1930 года «О реорганизации сети районов Крымской АССР», был восстановлен Ак-Мечетский район (по другим данным, это произошло 15 сентября 1931 года), и село включили в его состав.
В 1944 году, после освобождения Крыма от фашистов, согласно Постановлению ГКО СССР № 5859 от 11 мая 1944 года, 18 мая крымские татары были депортированы в Среднюю Азию. С 25 июня 1946 года Тувака в составе Крымской области РСФСР. Указом Президиума Верховного Совета РСФСР от 18 мая 1948 года Туваку переименовали в Ровное. 26 апреля 1954 года Крымская область была передана из состава РСФСР в состав УССР. С начала 1950-х годов, в ходе второй волны переселения (в свете постановления № ГОКО-6372с «О переселении колхозников в районы Крыма»), в Черноморский район приезжали переселенцы из различных областей Украины. Ликвидировано до 1960 года, поскольку в «Справочнике административно-территориального деления Крымской области на 15 июня 1960 года» селение уже не значилось (согласно справочнику «Крымская область. Административно-территориальное деление на 1 января 1968 года» — в период с 1954 по 1968 годы, как посёлок Межводненского сельсовета).